# Taiwanische Fußballnationalmannschaft der Frauen/Weltmeisterschaften
Der Artikel beinhaltet eine ausführliche Darstellung der taiwanischen Fußballnationalmannschaft der Frauen bei Weltmeisterschaften. Die Republik China konnte sich bisher nur für die erste WM-Endrunde der Frauen qualifizieren und startete dort als „Chinese Taipei“. Die Mannschaft belegte in der ewigen Tabelle vor der WM 2015 – für die sich die Mannschaft nicht qualifizieren konnte – als beste Mannschaft mit nur einer Teilnahme und schlechteste Mannschaft die mindestens ein WM-Spiel gewann Platz 18. Durch die guten Leistungen von Kolumbien und Südkorea sowie von vier Neulingen, rutschte die Mannschaft auf Platz 24 ab. 2019 verlor die Mannschaft einen weiteren Platz und 2023 durch eine weitere Nichtqualifikation sieben Plätze.
Die Republik China und Nigeria waren die ersten Länder, aus denen sich zuerst die Frauen für eine WM-Endrunde sportlich qualifizieren konnten. Zudem waren schon 1991 die Frauen der Volksrepublik China als Gastgeberinnen automatisch qualifiziert, obwohl sie sich auch sportlich qualifizieren konnten, bevor sich auch die Männer aus der Volksrepublik China für die WM 2002 qualifizierten. Die Republik China ist neben Äquatorialguinea und nun auch die Philippinen, Sambia, Thailand, Vietnam  das einzige Land, aus denen sich bisher nur die Frauen für eine WM-Endrunde qualifizieren konnten.

## Die Nationalmannschaft bei Weltmeisterschaften

### Übersicht
| Jahr | Gastgeberland         | Teilnahme bis …    | Gegner | Ergebnis | Trainer       | Bemerkungen und Besonderheiten |
| ---- | --------------------- | ------------------ | ------ | -------- | ------------- | --- |
| 1991 | Volksrepublik China   | Viertelfinale      | USA    | 8.       | Chong Tsu-pin | Aus gegen den späteren Weltmeister |
| 1995 | Schweden              | nicht qualifiziert |        |          |               | Bei den Asienspielen 1994 an der Volksrepublik China und Japan gescheitert.                                                                               |
| 1999 | USA                   | nicht qualifiziert |        |          |               | Bei der Fußball-Asienmeisterschaft der Frauen 1997 an Japan gescheitert.                                                                                  |
| 2003 | USA                   | nicht qualifiziert |        |          |               | Bei der Fußball-Asienmeisterschaft der Frauen 2003 an Japan und Myanmar gescheitert, das sich aber auch nicht qualifizieren konnte.                       |
| 2007 | Volksrepublik China   | nicht qualifiziert |        |          |               | Bei der Fußball-Asienmeisterschaft der Frauen 2006 an Japan und Vietnam gescheitert, das sich aber auch nicht qualifizieren konnte.                       |
| 2011 | Deutschland           | nicht qualifiziert |        |          |               | In der Qualifikation zur Fußball-Asienmeisterschaft der Frauen 2010 an Jordanien und Myanmar gescheitert, die sich aber auch nicht qualifizieren konnten. |
| 2015 | Kanada                | nicht qualifiziert |        |          |               | In der Qualifikation zur Fußball-Asienmeisterschaft der Frauen 2014 an Myanmar gescheitert, das sich aber auch nicht qualifizieren konnte.                |
| 2019 | Frankreich            | nicht qualifiziert |        |          |               | In der Qualifikation zur Fußball-Asienmeisterschaft der Frauen 2018 an Thailand gescheitert.                                                              |
| 2023 | Australien/Neuseeland | nicht qualifiziert |        |          |               | Im Halbfinale der Interkontinentalen Play-offs im Elfmeterschießen an Paraguay gescheitert.                                                               |

### Statistik
(Angaben inkl. 2023: Neun Weltmeisterschaften; Prozentangaben sind gerundet)
- nicht teilgenommen: nie (0 %)
- nicht qualifiziert: achtmal (88,9 %)
- qualifiziert: einmal (11,1 %)
  - Viertelfinale: einmal (11,1 %; 1991)

## Die Turniere

### WM 1991 in der Volksrepublik China
Da die erste WM der Frauen in der Volksrepublik China stattfand, mussten sich die Chinesinnen nicht qualifizieren. Dennoch nahm die Mannschaft an der Fußball-Asienmeisterschaft der Frauen 1991 teil, die den anderen asiatischen Mannschaften als Qualifikation diente. Daher traf die Mannschaft der Republik China bei der Asienmeisterschaft auch auf die Mannschaft der Volksrepublik China und verlor gegen sie mit 0:3. Mit einem 9:0 gegen Südkorea und einem 0:0 gegen Thailand erreichte die Republik China vor den punktgleichen Thailänderinnen aufgrund der besseren Tordifferenz als Gruppenzweiter das Halbfinale. Hier wurde gegen Japan nach einem torlosen Spiel im Elfmeterschießen mit 4:5 verloren. Auch im Spiel um Platz 3 gegen Nordkorea fielen keine Tore, diesmal konnte aber das Elfmeterschießen gewonnen werden, ebenfalls mit 5:4. Damit qualifizierte sich die Republik China für die WM. Asienmeister wurde die Volksrepublik China mit insgesamt fünf Siegen, die damit auch sportlich qualifiziert gewesen wäre.
Bei der Endrunde wurde die Republik China in eine Gruppe mit Europameister Deutschland, Italien und Afrikameister Nigeria gelost. Am 17. November 1991 bestritten sie in Jiangmen gegen Italien ihr erstes WM-Spiel und verloren mit 0:5. Gegen Deutschland folgte ein 0:2, aber mit einem 2:0 trotz 84-minütiger Unterzahl gegen Nigeria wurde der dritte Platz belegt. Als zweitbester Gruppendritter vor Brasilien erreichte die Republik China damit das Viertelfinale. Hier traf die Mannschaft auf den späteren Weltmeister USA und verlor mit 0:7. Damit verabschiedete sich die Republik China für mindestens 32 Jahre von der WM-Bühne.

### WM 1995 in Schweden
Drei Jahre später konnte sich die Republik China nicht für die WM qualifizieren, die zum ersten Mal auf europäischen Boden stattfand. Als Qualifikation dienten die Asienspiele 1994 in Hiroshima. Dabei trafen in einer Vierergruppe Japan, die Republik China, die Volksrepublik China und Südkorea aufeinander. Nach einem 0:5 gegen die Volksrepublik China und einem 0:3 gegen Japan hatten sie keine Chance mehr sich zu qualifizieren, da nur die beiden besten asiatischen Mannschaften zur WM fuhren. Das 2:0 im letzten Spiel gegen Südkorea hatte daher keine Bedeutung mehr für die Qualifikation, brachte aber die Bronzemedaille bei den Asienspielen. Zur WM fuhren die beiden Finalisten Japan und die Volksrepublik China. Die Republik China verpasste damit aber auch das Fußballturnier der Frauen bei den Olympischen Spielen 1996, an dem nur die acht besten Mannschaften der WM teilnehmen konnten.

### WM 1999 in den USA
Für die dritte Weltmeisterschaft konnte sich die Republik China ebenfalls nicht qualifizieren. Zwar war die Anzahl der Startplätze für die asiatischen Mannschaften nach Aufstockung des Teilnehmerfeldes auf 16 Mannschaften wieder auf 3 erhöht worden, aber die Republik China belegte nur den vierten Platz bei der Fußball-Asienmeisterschaft der Frauen 1997. Nach zwei Vorrundensiegen gegen Südkorea (1:0) und Kasachstan (6:0) traf die Mannschaft im Halbfinale auf die Volksrepublik China und ging mit 0:10 unter. Im kleinen Finale wurde dann gegen Japan mit 0:2 verloren, das sich damit neben den beiden Finalisten Nordkorea und Volksrepublik China für die WM qualifizierte. Die Republik China verpasste damit aber auch das Fußballturnier der Frauen bei den Olympischen Spielen 2000, an dem neben Gastgeber Australien nur die sieben besten Mannschaften der WM teilnehmen konnten.

### WM 2003 in den USA
Eigentlich sollte die WM 2003 dann wieder in der Volksrepublik China stattfinden. Wegen der SARS-Epidemie wurde das Turnier kurzfristig in die USA verlegt. Damit fand die Weltmeisterschaft zum zweiten Mal in den USA statt. Dafür standen den Asiatinnen aber nun vier Startplätze zur Verfügung. Die Republik China musste sich bei der Asienmeisterschaft 2003 qualifizieren, die erneut als Qualifikation diente. Sie scheiterte aber bereits in der Gruppenphase an Japan und Myanmar. Denn nach zwei Siegen gegen Guam (2:1) und die Philippinen (4:0) wurde gegen Japan mit 0:5 verloren und gegen Myanmar nur ein 1:1 erreicht. Damit war man punktgleich mit Myanmar nur Gruppendritter. Myanmar reichte der zweite Platz aber ebenfalls nicht, da von den zwei Gruppenzweiten der Fünfergruppen nur das bessere Team weiterkam und das war Südkorea. Südkorea qualifizierte sich damit erstmals für die WM.

### WM 2007 in der Volksrepublik China
Vier Jahre später fand dann die WM doch zum zweiten Mal in der Volksrepublik China statt. Als Qualifikation diente die Fußball-Asienmeisterschaft der Frauen 2006, für die sich die Republik China mit zwei Siegen gegen Indien (2:1) und Guam (11:0) sowie einem 3:0 in den Playoffs gegen Singapur qualifizierte. Als Gastgeber war die Volksrepublik China zwar für die WM qualifiziert, dennoch nahm sie an der Asienmeisterschaft teil. So traf die Republik China in der Gruppenphase auf sie und verlor gleich das erste Spiel mit 0:2. Aber auch die weiteren Gruppenspiele gegen Japan und Vietnam wurden verloren. Damit schied die Republik China als Gruppenletzter aus.

### WM 2011 in Deutschland
Für die WM in Deutschland konnte sich die Republik China, aber auch erstmals die Volksrepublik China nicht qualifizieren. Bei der Fußball-Asienmeisterschaft der Frauen 2010, die in der Volksrepublik China stattfand, konnte die Volksrepublik China den Heimvorteil nicht nutzen und wurde nur Vierter. Die Republik China konnte sich dagegen gar nicht dafür qualifizieren denn in der 2. Qualifikationsrunde konnte bei einem Turnier in Tainan ebenfalls der Heimvorteil nicht genutzt werden. Beide Spiele gegen Jordanien und Myanmar wurden verloren: 0:1 bzw. 2:5. Die Chinesinnen mussten dann aus der Ferne zusehen wie Japan als erste asiatische Mannschaft Weltmeister wurde.

### WM 2015 in Kanada
Auch vier Jahre später konnte sich die Republik China nicht für die Asienmeisterschaft qualifizieren. Bei einem Turnier in Al-Ram im Westjordanland wurde zwar das erste Spiel gegen Palästina mit 6:0 gewonnen und Indien mit 2:1 besiegt. Gegen Myanmar reichte es aber nur zu einem 0:0. Da Myanmar gegen die beiden anderen höher gewonnen hatte, qualifizierte sich Myanmar für die Asienmeisterschaft, die als Qualifikation für die WM in Kanada diente. Myanmar scheiterte dort aber in der Vorrunde. Stattdessen profitierte Thailand davon, dass den Asiatinnen nach der Aufstockung des Teilnehmerfeldes nun fünf Startplätze zugestanden wurden, und qualifizierte sich als Fünfter erstmals für die WM-Endrunde.

### WM 2019 in Frankreich
Vier Jahre später konnte sich die Republik China ebenfalls nicht für die Asienmeisterschaft qualifizieren. Wieder war sie einer Gruppe, die ein Turnier in Al-Ram im Westjordanland austragen musste zugelost worden, aus der aber die gemeldeten Mannschaften von Guam und des Libanons nicht antraten. Und wie vier Jahre zuvor wurde zwar das erste Spiel gegen Palästina gewonnen, gegen den zweiten Gruppengegner Thailand gab es aber eine 0:1-Niederlage, so dass nur der zweite Gruppenplatz hinter Thailand belegt wurde. Aufgrund der Nichtqualifikation zur WM-Endrunde fiel die Mannschaft in der ewigen Tabelle um einen Platz.

### WM 2023 in Australien und Neuseeland
In der Qualifikation für die WM in Australien und Neuseeland, für die den Asiarinnen neben Co-Gastgeber Australien fünf weitere feste Startplätze zugestanden wurden, musste sich die Republik China entweder über das Erreichen des Halbfinales bei der Fußball-Asienmeisterschaft der Frauen 2022 oder als Sieger des Playoffs-Turniers qualifizieren. Für die Meisterschaft musste sich die Republik China zunächst bei einem Turnier in Bahrain qualifizieren. Dies gelang im Oktober 2021 mit Siegen gegen Laos (4:0) und Bahrain (2:0). Bei der Meisterschaft Ende Januar/Anfang Februar 2022 verloren sie das erste Spiel gegen die Volksrepublik mit 0:4. Da die indische Mannschaft nach mehreren COVID-19-positiv getesteten Spielerinnen nach dem ersten Spiel zurückgezogen wurde, entfiel das eigentliche zweite Gruppenspiel und durch ein 5:0 gegen den Iran wurde als Gruppenzweiter das Viertelfinale erreicht. Hier unterlagen sie den Philippinen im Elfmeterschießen und verpassten damit das Halbfinale. In den anschließenden Playoffs gewannen sie zwar mit 3:0 gegen Thailand, verloren dann aber mit 1:2 gegen Vietnam und verpassten damit die direkte Qualifikation. Sie hatten aber noch die Chance sich über interkontintale Play-offs bei einem Turnier in Neuseeland im Februar 2023 zu qualifizieren. Dort traf die Mannschaft im Play-off-Halbfinale auf Paraguay. Bis zur 80. Minute führte die Mannschaft mit 2:0, kassierte dann innerhalb einer Minute zwei Gegentore und musste in die Verlängerung. Hier wurde in der Nachspielzeit ein Strafstoß übers Tor geschossen, so dass es zum Elfmeterschießen kam, das mit 2:4 verloren wurde.

## Spiele
Die Republik China bestritt bisher vier WM-Spiele. Davon wurde eins gewonnen und drei verloren, keins endete remis.
Die Republik China bestritt nie das Eröffnungsspiel und spielte nie gegen den Gastgeber, aber einmal gegen den späteren Weltmeister.
Die Republik China spielte bisher gegen Mannschaften von drei Konföderationen und dabei gegen die Meister von Europa, Nord- und Mittelamerika und Afrika.
Die meisten Spiele bestritten acht Spielerinnen, die in allen vier Spielen zum Einsatz kamen. Die einzigen WM-Tore für die Republik China erzielten Mei Chun Lin und Tai Ying Chou (je 1).
| Alle WM-Spiele |            |          |             |   |                 |               |                                                                                     |
| Nr.            | Datum      | Ergebnis | Gegner      |   | Austragungsort  | Anlass        | Bemerkungen                                                                         |
| 1              | 17.11.1991 | 0:5      | Italien     | * | Jiangmen (CHN)  | Vorrunde      | Bisher einziges Spiel gegen Italien, damit höchste Niederlage gegen Italien         |
| 2              | 19.11.1991 | 0:3      | Deutschland | * | Zhongshan (CHN) | Vorrunde      | Bisher einziges Spiel gegen Deutschland, damit höchste Niederlage gegen Deutschland |
| 3              | 21.11.1991 | 2:0      | Nigeria     | * | Jiangmen (CHN)  | Vorrunde      | Bisher einziges Spiel gegen Nigeria, damit höchster Sieg gegen Nigeria              |
| 4              | 24.11.1991 | 0:7      | USA         | * | Foshan (CHN)    | Viertelfinale |                                                                                     |

Anmerkung: Fett gedruckte Mannschaften waren zum Zeitpunkt des Spiels Meister ihrer Konföderation.

## Rekorde

### Negativrekorde
- Höchste Viertelfinalniederlage: 1991 – Republik China gegen Vereinigte Staaten 0:7
- Erster Platzverweis: Lin Hui Fang bei der WM 1991 in der 6. Minute des Spiels gegen Nigeria (Endstand 2:0).
- Erste Mannschaft, die drei Tore durch eine Spielerin hinnehmen musste: Carolina Morace (Italien) gelang dies am 17. November 1991 beim 5:0 gegen die Republik China.
- Einzige Mannschaft, die fünf Tore durch eine Spielerin hinnehmen musste: Michelle Akers (USA) gelang dies am 24. November 1991 beim 7:0 gegen die Republik China, davon drei Tore als „lupenreiner“ Hattrick.

## Diverses
- Vor den offiziellen Weltmeisterschaften gab es bereits inoffizielle Weltmeisterschaftsturniere. Das letzte derartige Turnier konnte die Nationalauswahl unter Trainer Helmut Kosmehl 1987 für sich entscheiden.[6]